# Psilachnum rubrotinctum
Psilachnum rubrotinctum är en svampart som beskrevs av Graddon 1974. Psilachnum rubrotinctum ingår i släktet Psilachnum och familjen Hyaloscyphaceae.   Inga underarter finns listade i Catalogue of Life.